# Canton de Lannion
Le canton de Lannion est une circonscription électorale française située dans le département des Côtes-d'Armor et la région Bretagne.

## Histoire
Le canton de Lannion a été créé en 1790.
Un nouveau découpage territorial des Côtes-d'Armor entre en vigueur à l'occasion des élections départementales de mars 2015, défini par le décret du 13 février 2014, en application des lois du 17 mai 2013 (loi organique 2013-402 et loi 2013-403). Les conseillers départementaux sont, à compter de ces élections, élus au scrutin majoritaire binominal mixte. Les électeurs de chaque canton élisent au Conseil départemental, nouvelle appellation du Conseil général, deux membres de sexe différent, qui se présentent en binôme de candidats. Les conseillers départementaux sont élus pour 6 ans au scrutin binominal majoritaire à deux tours, l'accès au second tour nécessitant 12,5 % des inscrits au 1er tour. En outre la totalité des conseillers départementaux est renouvelée. Ce nouveau mode de scrutin nécessite un redécoupage des cantons dont le nombre est divisé par deux avec arrondi à l'unité impaire supérieure si ce nombre n'est pas entier impair, assorti de conditions de seuils minimaux. Dans les Côtes-d'Armor, le nombre de cantons passe ainsi de 52 à 27. Le nombre de communes du canton de Lannion passe de 5 à 3.
Le nouveau canton de Lannion est formé de communes des anciens cantons de Lannion (3 communes). Le canton est entièrement inclus dans l'arrondissement de Lannion. Le bureau centralisateur est situé à Lannion.

## Représentation

### Conseillers d'arrondissement (de 1833 à 1940)
Le canton de Lannion avait deux conseillers d'arrondissement de 1861 à 1871 et de 1901 à 1940.
| Période | Période          | Identité                                 | Étiquette          | Qualité |
| --- | ---------------- | ---------------------------------------- | ------------------ | --- |
| 1833 | 1839             | Allain Tassel père (1765-1840)           |                    | Avoué à Lannion                                                                                            |
| 1839 | 1848             | Émile Depasse                            |                    | Propriétaire à Lannion                                                                                     |
| Les données manquantes sont à compléter.                                                                    |                  |                                          |                    | |
| av.1856 | 1858 (décès)     | Amédée de Kergariou-Locmaria (1790-1858) |                    | Ancien Sous-Préfét de Lannion (1815), régisseur des biens de la famille de Rosanbo, propriétaire à Lannion |
| 1858 | 1860 (décès)     | François Le Roux (1791-1860)             |                    | Chirurgien accoucheur, médecin des hospices et de la maison d'arrêt, propriétaire à Lannion                |
| 1860 | 1871             | Hyacinthe Savidan (1822-1884)            |                    | Médecin des épidémies, propriétaire à Lannion                                                              |
| 1861 | 1867 (décès)     | Yves Marie Le Gac (1808-1867)            |                    | Propriétaire cultivateur à Buhulien                                                                        |
| 1871 |                  | Yves-Marie Derrien (1820-1878)           |                    | Notaire, propriétaire à Lannion                                                                            |
| Les données manquantes sont à compléter.                                                                    |                  |                                          |                    | |
| 1901 | 1903             | Émile Derrien                            | Conservateur       | Notaire à Lannion                                                                                          |
| 1901 | 1907             | René Le Guen                             |                    | Maire de Caouënnec                                                                                         |
| 1907 | 1919             | Yves Aurégan                             | Libéral            | Médecin à Lannion Maire de Ploulec'h (1914-1922)                                                           |
| 1907 | 1925             | Charles Le Parquer                       | Libéral            | Maire de Ploubezre (1902-1929)                                                                             |
| 1919 | 1925             | Jacques Queffeulou                       | Cartel des gauches | Cultivateur à Servel                                                                                       |
| 1925 | 1931             | Marquis Edgard de Kergariou              | Cartel des gauches | Sous-officier de réserve Premier adjoint au maire de Lannion                                               |
| 1925 | 1931             | Auguste Landois                          | Cartel des gauches | Commerçant Conseiller municipal de Ploubezre                                                               |
| 1931 | 1937             | Francis Le Poncin                        | Rad.               | Huissier Conseiller municipal de Lannion                                                                   |
| 1931 | 1934 (démission) | Philippe Le Maux                         | SFIO               | Cultivateur à Convenant-le Saux-en-Brel, section de Brélévenez, Lannion Député (1936-1941)                 |
| 1934 | 1937             | Jean-Marie Allain                        | Conc.rép.          | Médecin général de réserve Maire de Ploubezre (1929-1942)                                                  |
| 1937 | 1940             | Hippolyte Mallet                         | Radical            | Minotier à Lannion                                                                                         |
| 1937 | 1940             | Jean Le Gorju                            | Rad.ind.           | Négociant tanneur à Lannion                                                                                |
| Les conseils d'arrondissement ont été suspendus par la loi du 12 octobre 1940 et n'ont jamais été réactivés |                  |                                          |                    | |

### Conseillers généraux de 1833 à 2015
| 1833 | 1848                      | François Marie Nayrod (1782-1849)             |                          | Médecin Conseiller municipal de Lannion                                                                              |  |  |  |  |
| 1848 | 1852                      | Émile Depasse                                 | Droite                   | Propriétaire, notaire, maire de Lannion, conseiller d'arrondissement Représentant du peuple (1848-1851 et 1871-1876) |  |  |  |  |
| 1852 | 1861 (décès)              | Pierre Huon (1790-1861)                       |                          | Notaire Maire de Lannion (1852-1855)                                                                                 |  |  |  |  |
| 1861 | 1874                      | Émile Depasse                                 | Monarchiste Centre droit | Notaire Maire de Lannion (1839-1849, 1855-1870 et 1871-1876) Député (1848-1851 et 1871-1876)                         |  |  |  |  |
| 1874 | 1874 (annulation)         | Alfred Le Berre                               | Républicain radical      | Vétérinaire sanitaire à Lannion                                                                                      |  |  |  |  |
| 1874 | 1876 (décès)              | Francis Pierre                                | Bonapartiste             | Banquier à Lannion                                                                                                   |  |  |  |  |
| 1876 | 1896 (démission)          | Charles de Kergariou                          | Union des droites        | Avocat, propriétaire à Ploubezre Conseiller municipal de Lannion Député (1885-1897)                                  |  |  |  |  |
| 1896 | 1903 (décès)              | Henri Derrien                                 | Conservateur             | Avocat Député (1897-1903) Maire de Lannion (1892 et 1893-1903)                                                       |  |  |  |  |
| 1903 | 1906 (démission d'office) | Émile Derrien (frère du précédent)            | Conservateur             | Maire de Lannion (1903-1904) Conseiller d'arrondissement                                                             |  |  |  |  |
| 1906 | 1910                      | Charles Huon de Penanster (1871-1923)         | Conservateur             | Ancien officier de cavalerie, propriétaire                                                                           |  |  |  |  |
| 1910 | 1919                      | Marcel Soisbault                              | Rad.                     | Pharmacien Maire de Lannion (1904-1905 et 1911-1929)                                                                 |  |  |  |  |
| 1919 | 1940                      | Comte Anatole Rogon de Carcaradec (1885-1961) | Monarchiste              | Propriétaire Maire de Buhulien (1912-1944) Nommé conseiller départemental en 1943                                    |  |  |  |  |
|      |                           |                                               |                          | |  |  |  |  |
| 1945 | 1951                      | Eugène Le Jannou                              | Rad.                     | Cultivateur Maire de Ploulec'h (1945-1959)                                                                           |  |  |  |  |
| 1951 | 1964                      | Édouard Hainguerlot (1896-1967)               | DVD                      | Officier de marine Maire de Brélévenez (1953-1959)                                                                   |  |  |  |  |
| 1964 | 1967 (démission)          | Pierre Jagoret                                | PSU                      | Chef de service à la sécurité sociale Député (1978-1986) Maire de Lannion (1977-1983)                                |  |  |  |  |
| 1967 | 1976                      | Frédéric Bourdonnec (1905-1982)               | DVD                      | Officier mécanicien de la Marine marchande                                                                           |  |  |  |  |
| 1976 | 1982                      | Pierre Jagoret                                | PS                       | Chef de service à la sécurité sociale Député (1978-1986) Maire de Lannion (1977-1983)                                |  |  |  |  |
| 1982 | 2001                      | Alain Gouriou                                 | PS                       | Professeur d'histoire-géographie Député (1997-2007) Maire de Lannion (1989-2008) Conseiller régional (1992-1997)     |  |  |  |  |
| 2001 | 2015                      | Denis Mer                                     | PS                       | Ingénieur Premier adjoint au maire de Lannion (1989-2001 et 2008-2010) Vice-président du conseil général (2002-2011) |  |  |  |  |

### Représentation après 2015
| Période élective | Période élective | Mandat | Mandat   | Identité             | Nuance | Nuance | Qualité |
| ---------------- | ---------------- | ------ | -------- | -------------------- | ------ | ------ | --- |
| 2015             | 2021             | 2015   | 2021     | Claudine Féjean      |        | PCF    | Professeure des écoles retraitée, adjointe au maire de Lannion jusqu'en 2020                                   |
| 2015             | 2021             | 2015   | 2021     | Patrice Kervaon      |        | PS     | Ancien chargé de mission sur les questions d’insertion sociale au conseil général, adjoint au maire de Lannion |
| 2021             | 2028             | 2021   | en cours | Marie-Annick Guillou |        | EELV   | Cadre socio-éducatif retraitée, conseillère municipale de Lannion                                              |
| 2021             | 2028             | 2021   | en cours | Patrice Kervaon      |        | PS     | Conseiller sortant                                                                                             |

### Résultats détaillés

#### Élections de mars 2015
À l'issue du 1er tour des élections départementales de 2015, deux binômes sont en ballottage : Claudine Féjean et Patrice Kervaon (Union de la Gauche, 34,31 %) et Sylvie Jehanno et Jean-Yves Roué (DVD, 20,16 %). Le taux de participation est de 52,75 % (8 682 votants sur 16 458 inscrits) contre 56,24 % au niveau départementalet 50,17 % au niveau national.
Au second tour, Claudine Féjean et Patrice Kervaon (Union de la Gauche) sont élus avec 62,14 % des suffrages exprimés et un taux de participation de 49,78 % (4 595 voix pour 8 192 votants et 16 455 inscrits).

#### Élections de juin 2021
Le premier tour des élections départementales de 2021 est marqué par un très faible taux de participation (33,26 % au niveau national). Dans le canton de Lannion, ce taux de participation est de 36,35 % (6 144 votants sur 16 901 inscrits) contre 39,37 % au niveau départemental. À l'issue de ce premier tour, deux binômes sont en ballottage : Marie-Annick Guillou et Patrice Kervaon (Union à gauche avec des écologistes, 48,44 %) et Patricia Hego et Gwenvaël Lecerf (Union au centre et à droite, 22,79 %).
Le second tour des élections est marqué une nouvelle fois par une abstention massive équivalente au premier tour. Les taux de participation sont de 34,3 % au niveau national, 40,31 % dans le département et 35,24 % dans le canton de Lannion. Marie-Annick Guillou et Patrice Kervaon (Union à gauche avec des écologistes) sont élus avec 66,03 % des suffrages exprimés (3 637 voix pour 5 958 votants et 16 908 inscrits),,. 

## Composition

### Composition avant 2015

Situation du canton de Lannion dans le département des Côtes-d'Armor avant 2015.

Le canton de Lannion regroupait cinq communes.
| Nom                 | Code Insee | Codepostal | Superficie (km2) | Population (dernière pop. légale) | Densité (hab./km2) |
| ------------------- | ---------- | ---------- | ---------------- | --------------------------------- | ------------------ |
| Lannion (chef-lieu) | 22113      | 22300      | 43,91            | 19 380 (2012)                     | 441                |
| Caouënnec-Lanvézéac | 22030      | 22300      | 7,07             | 858 (2012)                        | 121                |
| Ploubezre           | 22211      | 22300      | 31,14            | 3 633 (2012)                      | 117                |
| Ploulec'h           | 22224      | 22300      | 10,15            | 1 673 (2012)                      | 165                |
| Rospez              | 22265      | 22300      | 13,24            | 1 734 (2012)                      | 131                |

### Composition à partir de 2015
Le canton de Lannion comprend désormais 3 communes entières.
| Nom                             | Code Insee | Intercommunalité             | Superficie (km2) | Population (dernière pop. légale) | Densité (hab./km2) | Modifier                                    |
| ------------------------------- | ---------- | ---------------------------- | ---------------- | --------------------------------- | ------------------ | ------------------------------------------- |
| Lannion (bureau centralisateur) | 22113      | CA Lannion-Trégor Communauté | 43,91            | 20 525 (2022)                     | 467                | modifier les données · modifier les données |
| Ploulec'h                       | 22224      | CA Lannion-Trégor Communauté | 10,15            | 1 591 (2022)                      | 157                | modifier les données · modifier les données |
| Rospez                          | 22265      | CA Lannion-Trégor Communauté | 13,24            | 1 790 (2022)                      | 135                | modifier les données · modifier les données |
| Canton de Lannion               | 2207       |                              | 67,30            | 23 906 (2022)                     | 355                | modifier les données                        |

## Démographie

### Démographie avant 2015
| 1962   | 1968   | 1975   | 1982   | 1990   | 1999   | 2006   | 2011   | 2012   |
| ------ | ------ | ------ | ------ | ------ | ------ | ------ | ------ | ------ |
| 13 362 | 16 295 | 21 551 | 22 766 | 23 275 | 24 611 | 26 454 | 27 640 | 27 278 |

### Démographie depuis 2015
En 2022, le canton comptait 23 906 habitants, en évolution de +2,83 % par rapport à 2016 (Côtes-d'Armor : +1,78 %, France hors Mayotte : +2,11 %).
| 2013   | 2018   | 2022   |
| ------ | ------ | ------ |
| 23 040 | 23 404 | 23 906 |